# Lomnago
Lomnago è una frazione geografica del comune italiano di Bodio Lomnago posta a sudest del centro abitato, verso Daverio. Costituì un comune autonomo fino al 1927.

## Storia
Registrato agli atti del 1751 come un borgo di 111 abitanti, nel 1786 Lomnago entrò per un quinquennio a far parte dell'effimera Provincia di Varese, per poi cambiare continuamente i riferimenti amministrativi nel 1791, nel 1798 e nel 1799. Alla proclamazione del Regno d'Italia nel 1805 risultava avere 146 abitanti. Per la sua esigua popolazione nel 1809 si registrò la prima esperienza di unione con Bodio a seguito del Progetto di concentrazione del Dipartimento del Lario del Regno d'Italia napoleonico del 1807, come comune denominativo di Bodio, con i soppressi comuni aggregati di Bodio e Lomnago, nel cantone I di Varese, distretto II di Varese. Successivamente il comune di Bodio fu aggregato a quello di Daverio nel 1812. Bodio e Lomnago tornarono successivamente autonomi, parte prima del Regno Lombardo-Veneto e quindi del Regno d'Italia. L'abitato crebbe poi lentamente, tanto che nel 1853 risultò essere popolato da 179 anime, salite a 289 nel 1871. La situazione demografica non registrò novità nella seconda metà del XIX secolo, mentre il fenomeno dell'emigrazione contrasse ulteriormente l'abitato a 253 residenti del 1921. Lomnago fu ricompreso nella provincia di Como, circondario di Varese, e dal 12 gennaio 1927 nella neo costituita provincia di Varese. Nel 1928 il comune di Bodio fu soppresso e aggregato a quello di Lomnago . L'attuale nome risale al 27 ottobre 1946, quando entrò in vigore il decreto che accolse la richiesta dell'allora comune di Lomnago di modifica della denominazione in Bodio Lomnago .

## Monumenti e luoghi d'interesse
- Chiesa di San Giorgio martire (parrocchia fino al 1986) [5]